# Прохоров, Тимофей Васильевич (промышленник)
Тимофей Васильевич Прохоров (1797 — 1854) — русский промышленник, мануфактур-советник и потомственный почётный гражданин. Представитель второго поколения Прохоровых — владельцев Трёхгорной мануфактуры.

## Биография
Тимофей Васильевич Прохоров был старшим из четырёх сыновей Василия Ивановича Прохорова от второго брака с Екатериной Никифоровной, дочерью купца первой гильдии из Медынского уезда Калужской губернии, Никифора Родионовича Мокеева.
Уже в 11 лет Тимофея определили на фабрику изучать красильное дело.
После Отечественной войны 1812 года Василий Иванович передал, после раздела с компаньоном, основанную им ситценабивную фабрику своему шестнадцатилетнему сыну Тимофею. До этого, в очень раннем возрасте он уже проявил свои коммерческие способности, когда в 1812 году самостоятельно вёл торговлю вывезенными из Москвы товарами в Зарайске и Скопине. Став руководителем предприятия, при деятельном участии братьев, Тимофей Васильевич обнаружил, что большинство рабочих фабрики неграмотны, а, между тем, производство требовало уже грамотных работников. Это привело к тому, что в 1816 году Тимофей Прохоров открыл первую в России фабричную ремесленную школу. Все расходы на её содержание Прохоров взял на себя. В школе обучалось до 30 мальчиков — дети рабочих и жителей Москвы, которые принимались по контракту с родителями на 4—5 лет. В 1830 году, после эпидемии холеры в Москве, Прохоров, желая облегчить участь сирот, принял в эту школу до 100 детей-сирот, и мальчиков, и девочек. Он сам лично ежедневно проверял процесс обучения в училище.
Т. В. Прохоров был одним из первых и деятельнейших членов московского отделения Мануфактурного совета, в котором по его инициативе и поддержке председателя, барона А. К. Мейендорфа, было проведено положение «О мерах к постоянному улучшению состояния рабочих на фабриках», замеченное Императором Николаем I. При этом Мейендорф настоял на открытии при некоторых московских фабриках школ для детей по образцу прохоровской школы.
На самой фабрике Тимофей Прохоров установил 10-часовой рабочий день, что на то время было самым коротким рабочим днём в России. Были установлены правила для рабочих, которыми запрещено было пьянствовать, прогуливать и сквернословить, тем более при малолетних учениках. Вокруг предприятия был построен целый городок для рабочих. Жильё отапливалось, была даже канализация. При мануфактуре действовал театр для рабочих. Были богадельни, приют для девочек-сирот.
К предпринимательской деятельности у Т. В. Прохорова было высоконравственное отношение. Так, отправившись однажды в поездку по Волге для получения долгов, заболел и всю зиму прожил в Саратове. Там он обратил внимание на дешевизну подсолнечного масла. И у него родилась идея использовать масло в производстве мыла, идентичного с французским марсельским. Первые же опыты удались. Т. В. Прохоров мог бы использовать исключительно для себя своё изобретение, хранить в тайне «секреты изготовления» и тем немало обогатиться. Но он докладывает в Департамент Мануфактур и внутренней торговли о своем изобретении и делает его известным для общества и предлагает использовать для государственного блага.

### Просветительская деятельность
Воодушевлённый успехами школы, Тимофей Прохоров затеял создание технологического училища, но эта затея не нашла отклика в обществе и тогда он открыл фабрику-школу. Учеников в этой школе учили письму, чтению, арифметике и необходимым ремесленным искусствам. Наиболее усердным ученикам выплачивалось жалование приказчика. Желавшим получить высшее образование нанимались учителя. Многие из тех, кто прошёл обучение в этой школе, впоследствии сами стали фабрикантами и коммерсантами. Сам Тимофей Васильевич приглашал к себе преподавателей по разным предметам, главное внимание уделяя химии, лекции по которой слушал в Московском отделении Императорской Медико-хирургической академии и Московском университете у Р. Г. Геймана.
Весной 1832 года Т. В. Прохоров знакомился в Германии не только с производством, но и с постановкой там народного образования. Возвратившись в Москву, Тимофей Васильевич вместе с братом Константином выработал проект Технологического училища. Ни правительство, ни купечество не откликнулись на инициативу Прохоровых. Также не удалось организовать издание технического журнала для распространения в России промышленно-технических сведений.
В 1833 году Т. В. Прохоров отделился от братьев и в том же году организовал на Швивой горке, в доме Строганова, фабрику-школу. В доме, кроме учебных мастерских мануфактурного производства и помещений для хозяина, были устроены классы для занятий, отдельные спальни для учеников и мастеровых, помещения для приказчиков, конторы и товаров; устроен обширный зал для общих собраний — бесед и чтений духовно-нравственного содержания. Мастеровых Прохоров стал нанимать не сдельно, как было принято, а на год, причём мастеровым вменялось в обязанность обучение детей мастерствам и быть для них примером в поведении и усердии к работе. Школа имела характер, задуманный ещё в проекте Технологического училища. Физический труд детей чередовался с умственным: не менее 2-3 часов в день шло обучение чтению, письму, арифметике, рисованию линейному (черчение) и узорному. Практические занятия состояли в изучении всех мастерств, применяемых в мануфактурном деле; одни учились резному искусству по дереву и металлу, другие — набойщицкому мастерству, третьи — ткацкому делу. Дополнительно проводилось обучение слесарному, столярному, плотничному, сапожному и портновскому мастерству.
К 1838 году на фабрику и в торговлю Т. В. Прохорову не было необходимости нанимать сторонних работников. Кроме фабрики-школы Т. В. Прохоров имел шёлкоткацкую и ситценабивную фабрику в Москве, ткацкие фабрики в Сетуни и около Ново-Спасского монастыря.
Дальнейшему развитию учебно-промышленного учреждения помешал кризис ручного производства ситцев и платков; организовать машинное производство Прохорову не удалось. В 1846 году он уехал Петербург, оттуда — за границу. Но среди неудач его просветительская деятельность не осталась незамеченной: 1 мая 1849 года он был пожалован орденом св. Анны 3-й степени. В 1850 году, несмотря на поддержку братьев, фабрики Т. В. Прохорова были закрыты.
В последние годы жизни он написал два сочинения: «О богатении» и «О бедности». К сожалению, работы сохранились не полностью.
Извещая одного из своих близких о смерти брата, Константин Васильевич Прохоров писал:

Покойный наш брат по своим способностям и деятельности, если бы преследовал личные цели, мог бы быть первым в Москве капиталистом; но цель его жизни была иная — жить для других, и он для блага ближнего не щадил ни трудов, ни капитала, ни здоровья…

За четыре дня до смерти Т. В. Прохоров написал:

… моё желание постоянно стремилось к преуспеянию отечественного блага во всех отношениях — 1) Добронравие народа я предпочитал всему другому. 2) Основание всего сознавал правильное образование. 3) Правильного образования достигнуть иначе невозможно, как при влиянии христианской религии…

Через 8 лет после смерти Тимофея Васильевича Прохорова его биография была включена в школьную «Хрестоматию Сухотина и Дмитревского».

## Семья
Т. В. Прохоров был женат на дочери московского купца Афанасия Матвеевича Матвеева, Марии Афанасьевне (большой) (1808—1874), во втором браке бывшей за Мальцовым. Их сын, Александр (1825—1854), скончался вскоре после отца.